# تپه جلالوند سفلی
تپه جلالوند سفلی در شهرستان سرپل ذهاب، بخش مرکزی، دهستان بشیوه پاتاق، شرق روستای جلالوند سفلی واقع شده و این اثر در تاریخ ۲۷ اسفند ۱۳۸۷ با شمارهٔ ثبت ۲۶۴۴۳ به‌عنوان یکی از آثار ملی ایران به ثبت رسیده است.